# Black Swan Records (etichetta discografica statunitense)

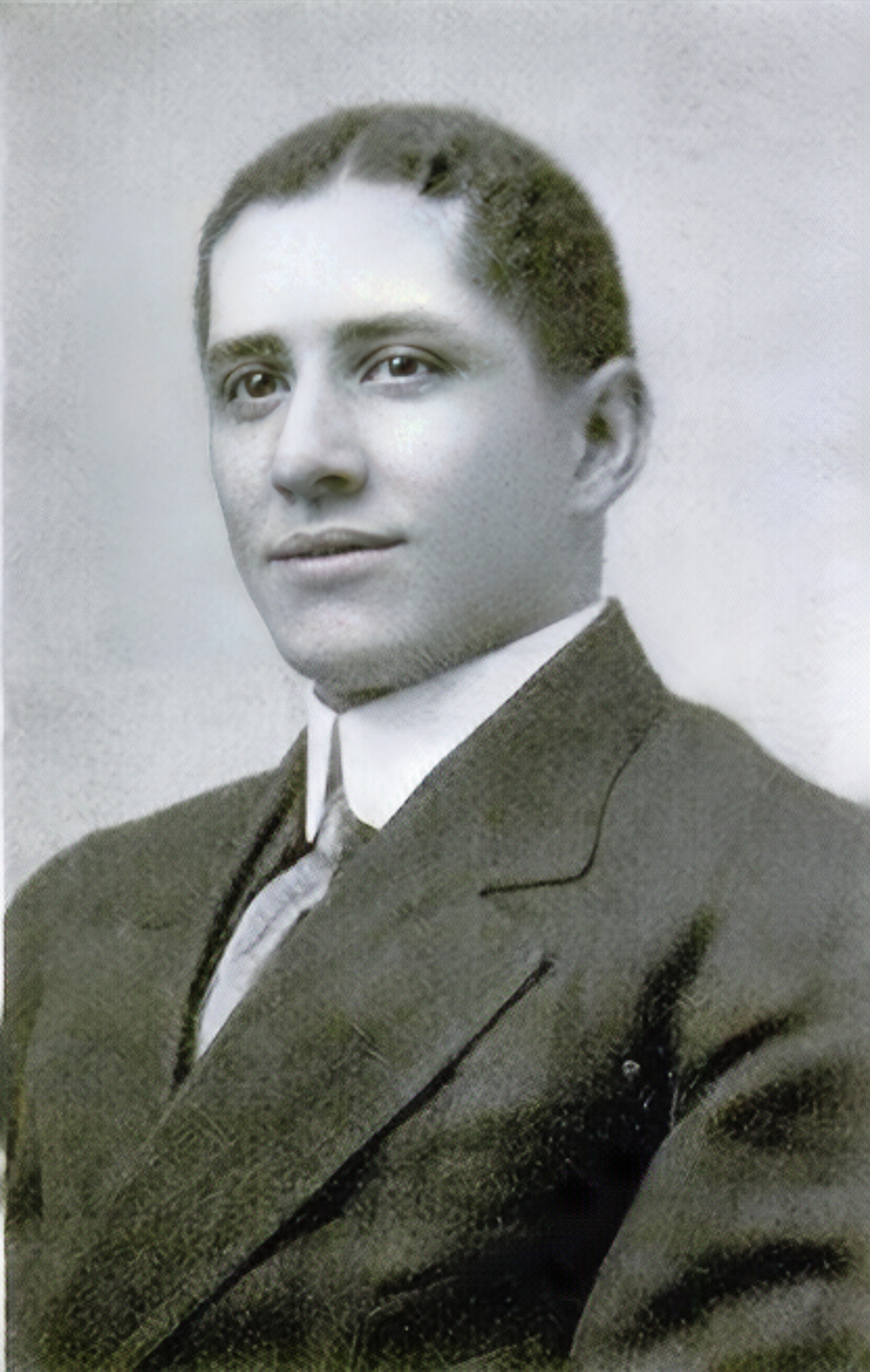
Harry H. Pace

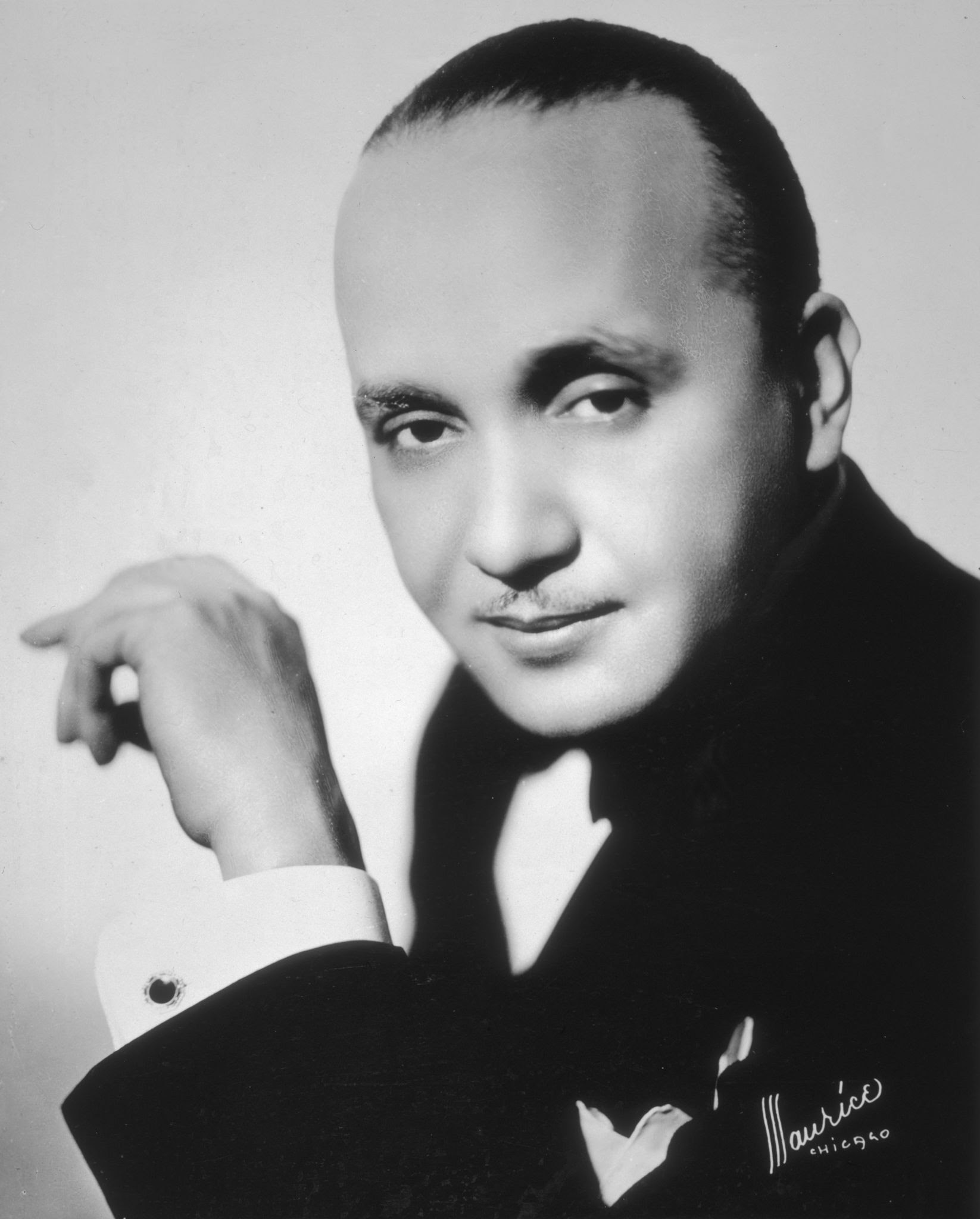
Fletcher Henderson (Foto pubblicitaria del 1943)

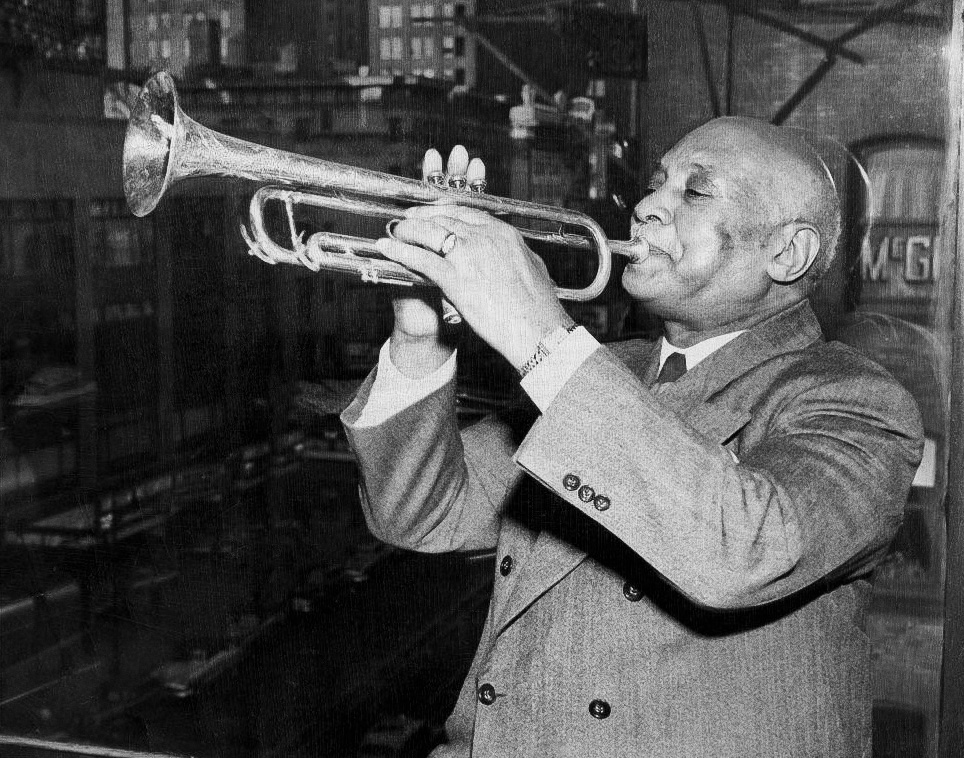
W. C. Handy (ritratto con tromba del 1949)

La Black Swan Records è stata un'etichetta discografica americana di jazz e blues fondata nel 1921 ad Harlem, New York. È stata la prima etichetta ad ampia distribuzione ad essere di proprietà, gestita e commercializzata da afroamericani. Fondata da Harry Pace e W.C. Handy, fu creata per dare agli afroamericani maggiori libertà creative. Diciotto mesi prima, nel 1919, la Broome Special Phonograph Records era stata la prima etichetta di proprietà e gestita dall'afroamericano George W. Broome a Medford, Massachusetts, con musicisti classici neri, tra cui Harry T. Burleigh e Edward Boatner. La Black Swan è stata rilanciata negli anni '90 per le ristampe in CD delle sue storiche registrazioni jazz e blues.

## Storia

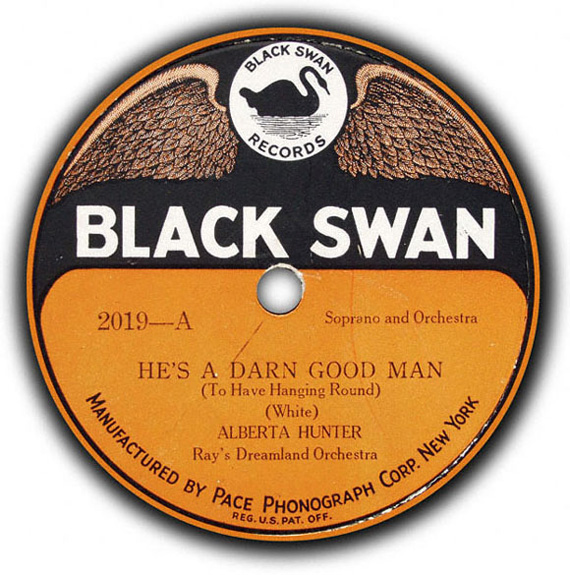
Registrazione del 1921 di Alberta Hunter

La società madre della Black Swan, la Pace Phonograph Corporation, fu fondata nel marzo del 1921 da Harry Pace e aveva sede ad Harlem. La nuova società di produzione fu costituita dopo che scioglimento della partnership della Pace con W. C. Handy, Pace & Handy, nel settore dell'editoria musicale. La Black Swan, che cercava di specializzarsi in registrazioni di musica classica, rappresentava un'opportunità di investimento per la Talented Tenth. Come riconosciuto da Thomas Brothers, "luminari come Jack Nail e James Weldon Johnson facevano parte del consiglio di amministrazione della Black Swan" e The Crisis, la rivista allora diretta da W.E.B. Du Bois, e pubblicata dalla NAACP, investì i suoi profitti nell'azienda.
Bert Williams fu un primo investitore della Pace Phonograph. Williams promise anche di incidere per l'azienda una volta terminato il suo contratto esclusivo con Columbia Records, ma morì prima che ciò potesse accadere.
La Pace Phonograph Corporation fu rinominata Black Swan Phonograph Company nell'autunno del 1922. Sia l'etichetta discografica che la società di produzione presero il nome dalla star dell'opera del XIX secolo Elizabeth Greenfield, che era conosciuta come The Black Swan, (Il cigno nero).
Ex dipendenti di Pace & Handy lavoravano nella nuova azienda: Fletcher Henderson, che fungeva da direttore delle incisioni, si occupava dell'accompagnamento al pianoforte dei cantanti e dirigeva una piccola band per le sessioni di registrazione. William Grant Still fu nominato arrangiatore e successivamente direttore musicale. Gli annunci della Black Swan venivano spesso pubblicati su The Crisis.
La Black Swan ebbe un successo moderato. Registrava musicisti afroamericani, ma mentre l'etichetta cresceva in popolarità, la Pace riteneva che le etichette concorrenti di proprietà di bianchi, come la Columbia Records, cercassero di "ostacolare il progresso e limitare la popolarità della Black Swan Records". Sebbene la pubblicità della Black Swan Records sostenesse che tutti i suoi musicisti e dipendenti fossero afroamericani, a volte utilizzava musicisti bianchi per accompagnare alcuni dei suoi cantanti.
La società di produzione dichiarò bancarotta nel dicembre 1923 e nel marzo 1924 la Paramount Records acquistò l'etichetta Black Swan. The Chicago Defender riportò l'evento dettagliando i risultati importanti ottenuti dalla Black Swan in un breve arco di attività, evidenziando le principali case discografiche, tutte di proprietà di bianchi. La significativa ricerca di artisti neri da parte del mercato spinse diverse grandi case discografiche ad iniziare a pubblicare la musica di questi artisti, inoltre il Defender accreditò la Pace per aver mostrato alle major come rivolgersi al pubblico nero e come fare pubblicità sui giornali neri. La Paramount smise di pubblicare l'etichetta poco tempo dopo.
Come accennato, la Black Swan fu recuperata negli anni '90 per una serie di ristampe in CD di registrazioni storiche di jazz e blues, originariamente pubblicate su Black Swan e Paramount. Questi CD sono stati pubblicati dalle etichette Jazzology e GHB di George H. Buck Jr, sotto il controllo della George H. Buck Jr. Jazz Foundation, che ottenne i diritti sul catalogo Paramount, ma non sul nome Paramount. Anche i diritti sul nome "Black Swan Records" furono trasferiti alla GHB.

## Artisti
- Bessie Allison, membro originale del cast di Shuffle Along.
- C. Carroll Clark, baritono che fu il primo artista registrato dall'etichetta.[10]
- Four Harmony Kings, quartetto vocale.
- Henry Creamer e J. Turner Layton, duo di vaudeville
- Katie Crippen, cantante di vaudeville
- Kemper Harreld, violinista
- Lucille Hegamin, cantante jazz e blues
- Revella Hughes, soprano presente in una delle prime pubblicazioni dell'etichetta[5]
- Alberta Hunter, cantante blues
- James P. Johnson, pianista jazz
- Nettie Moore è stata una cantante che ha registrato[11] “Deep River” (1922) / “Song of India” (1922) e “Christmas Chimes” con Ethel Waters su Black Swan.[12]
- Hattie King Reavis, cantante soprano.
- Trixie Smith, cantante blues, seconda solo a Ethel Waters nelle vendite della Black Swan.
- Florence Cole Talbert, prima artista classica a registrare con la Black Swan,[13] soprano, educatrice musicale.
- Mamie Jones", pseudonimo della cantante Aileen Stanley che fu una delle tante artiste bianche a registrare per la Black Swan. Questi artisti "passavano come di colore", dal momento che l'etichetta era pubblicizzata come un'etichetta di soli artisti neri.[14]
- Eva Taylor, cantante blues
- Ethel Waters, cantante jazz, gospel e blues. Ha pubblicato i primi dischi di successo commerciale dell'etichetta, ed è rimasta il loro best seller.
- Essie Whitman, cantante di vaudeville, membro delle Whitman Sisters[5][14][15][16]